# РТС клуб
 РТС КЛУБ  је конференцијски, излагачки и промотивни центар, али и музичка продавница и књижара Радио-телевизије Србије. Отворен је 2019. године, у седмици када је обележен 61. рођендан Телевизије Београд, у згради Радио Београда, у Хиландарској 2. РТС Клуб се састоји из два простора. Један представља излагачки (галеријски), конференцијски и промотивни центар Јавне медијске установе, док други обухвата музичку продавницу ПГП-а и књижару РТС Издаваштва.

## Отварање клуба
Радио-телевизија Србије је у згради Радио Београда опремила нови простор, отворен за јавност, замишљен као средиште културних збивања и место на коме се негују уметност и књижевност. Зграда Радио Београда одабрана је као место које баштини националну историју и културу. РТС КЛУБ  свечано је отворио 21. августа. 2019. министар културе и информисања Владан Вукосављевић, изложбом „ Мозаик једне епохе ” у галеријском делу, кроз коју је приказана историја радија и телевизије, односно РТС-а .

## Излагачки и промотивни центар
РТС КЛУБ  отворен је интерактивном, двојезичном поставком (на српском и енглеском)  „ Мозаик једне епохе ” у галеријском, односно промотивном центру Клуба. Изложба представља историографски прецизан преглед догађаја и истакнутих личности, који су стварали историју РТС-а. Поставка обухвата време од 1924. године, када је основан Радио Београд , настанак Телевизије Београд 1958, као и друге најзначајније датуме РТС-а до данас. За посетиоце Клуба изабрани су најрепрезентативнији предмети из богатих Збирки техничких уређаја Радија и Телевизије (први радио апарати, телевизијске камере...). Такође, овај простор намењен је промоцији књига, телевизијских серија и емисија, као и другим културним догађајима.